# آشورا (فیلم ۲۰۱۲)
آشورا (به ژاپنی: アシュラ Ashura) یک فیلم انیمه‌ای ژاپنی به کارگردانی کیچی ساتو است که براساس مانگایی به همین نام و به قلم جرج آکیاما ساخته شده‌است. از بازیگران آن می‌توان به ماساکو نوزاوا، مگومی هایاشی‌بارا، کینیا کیتااوجی، تشو گندا و هیرو آکی هیراتا اشاره کرد. این فیلم در ۲۹ سپتامبر ۲۰۱۲ در ژاپن اکران شد.

## داستان
در اواسط قرن پانزدهم میلادی، کیوتو توسط بلاهای طبیعی همچون امواج سیل، خشکسالی و قحطی ویران شد و بیش از ۸۰٬۰۰۰ نفر بین سال‌های ۱۴۵۹ تا ۱۴۶۱ جان خود را از دست دادند. در این زمان کودکی به نام آشورا متولد می‌شود، اما او توسط مادرش که قصد کشتنش را داشت در نهایت به تنهایی در بیابان رها شده و مجبور به یادگیری زنده‌ماندن در طبیعت شد. او تبدیل به کودکی شد که برای بقا هم از گوشت حیوانات و هم انسان‌ها تغذیه می‌کرد. در این بین روح از دست رفته آشورا، بوسیلهٔ دختری جوان به نام واکاسا نجات پیدا کرد. او با عشق و محبت خود جرقه‌ای از امید در دل این کودک به وجود آورد. او به آشورا کلمات را آموخت و مانع رشد قلب وحشی او شد و در عوض انسانیت را به او آموزش داد. با این حال، لحظه‌های بیادماندنی آشورا با واکاسا چندان به طول نینجامید و یکبار دیگر قحطی شدیدی گریبانگیر روستای واکاسا شد.